# Ante Kronja
Ante Čenčo Kronja, hrvaški admiral, * 1. maj 1915, Šibenik, † 2. julij 1985, Beograd

## Življenjepis
Leta 1941 je vstopil v NOVJ in KPJ. Med vojno je bil politični komisar bataljona, pomočnik političnega komisarja Četrte operativne cone, politični komisar 1. dalmatinske proletarske brigade,...
Po vojni je končal Višjo vojnopomorsko akademijo JLA in bil med drugim načelnik Vojnopomorskega šolskega centra JLA.